# Samsung Galaxy A12
El Samsung Galaxy A12 es un teléfono inteligente Android fabricado por Samsung Electronics. El teléfono se anunció en noviembre de 2020 como sucesor del Samsung Galaxy A11. El teléfono tiene una configuración de cámara cuádruple con una cámara principal de 48 MP y una 6,5 plg (165,1 mm) Pantalla HD+ Infinity-V. La batería Li-Po tiene 5000 mAh. Fue lanzado con Android 10, pudiéndose actualizar a Android 12.
El Samsung Galaxy A12 no estuvo disponible en los Estados Unidos hasta abril de 2021. El Galaxy A12 que estuvo disponible en EE. UU. tenía 3 GB de RAM y una cámara principal de 16 MP en lugar de la unidad de 48 MP.
Samsung lanzó el Galaxy A12 a 179€ para la variante de almacenamiento interno de 3 GB de RAM + 32 GB, y 199€ para la variante de almacenamiento interno de 6 GB de RAM + 128 GB. Tiene cuatro variantes de color disponibles: negro, blanco, azul y rojo.
Samsung lanzó el Galaxy A12 en India el 16 de febrero de 2021, a un precio de 12.999 rupias para el modelo de almacenamiento interno de 4 GB de RAM + 64 GB, mientras que la variante de almacenamiento interno de 4 GB de RAM + 128 GB tenía un precio de 13.999 rupias. El 12 de agosto de 2021, Samsung relanzó el teléfono con el SoC Exynos 850 en India. Esta variante podría adquirirse con configuraciones de 4 GB de RAM + 64 GB de almacenamiento interno y 6 GB de RAM + 128 GB de almacenamiento interno. El modelo de 4 GB cuesta Rs. 13.999 y el modelo de 6 GB cuesta Rs. 16.499, respectivamente.
El 9 de agosto de 2021 se anunció una nueva variante del teléfono llamada Samsung Galaxy A12 Nacho. Esta variante del teléfono funciona con el SoC interno Exynos 850 de Samsung con CPU octa-core y proceso de 8 nm en lugar del SoC MediaTek Helio P35 anterior, además de que la versión de Android se actualizó a la versión 11. Aparte de estas diferencias, tanto el Galaxy A12 como el Galaxy A12 Nacho tienen especificaciones muy similares, donde la variante Nacho admite protocolos Wi-Fi de 2,4 Ghz y 5 Ghz, mientras que el modelo anterior solo admitía 2,4 Ghz.
En cuanto a 2021, el Galaxy A12 fue el teléfono inteligente más vendido en todo el mundo, con aproximadamente 51,8 millones de unidades. Fue el único teléfono inteligente en llegar a los 50 millones en un solo modelo en un solo año, superando al Samsung Galaxy A21s y al Samsung Galaxy A31, así como a las series Apple iPhone 11, iPhone 12 y iPhone 13, junto con Redmi 9 y Redmi 9A.

## Especificaciones

### Diseño
El Galaxy A12 está disponible en color negro, azul, blanco y rojo. Las cuatro cámaras orientadas hacia atrás están dispuestas en un cuadrado en la esquina superior izquierda, similar al conjunto de cámaras del Galaxy A42 5G. La parte trasera y los lados están construidos de plástico, mientras que el frente es de vidrio. Las dimensiones físicas del teléfono son 6,46 x 2,98 x 0,35 pulgadas (164 x 75,8 x 8,9 mm) y el teléfono pesa 205 g (7,2 oz).

### Hardware

#### Pantalla
El Galaxy A12 tiene una pantalla LCD IPS de 6,5 plg (165,1 mm) con resolución 720 × 1600 píxeles, relación de aspecto 20:9, relación pantalla-cuerpo de ~85,8 % y densidad de píxeles de ~264 ppp.

#### Memoria
El teléfono tiene 4 configuraciones diferentes de RAM y almacenamiento interno: 32 GB/3 GB de RAM, 64 GB/4 GB de RAM, 128 GB/4 GB de RAM y 128 GB/6 GB de RAM. El almacenamiento se puede ampliar mediante una tarjeta microSD, hasta 1 TB adicional.

#### Procesador
El teléfono funciona con Mediatek MT6765 Helio P35 System-on-Chip (SoC), que se basa en una tecnología de proceso de 12 nanómetros (nm). Este SoC cuenta con una CPU de ocho núcleos que se divide en dos clústeres: un clúster de alto rendimiento y un clúster de bajo consumo. El clúster de alto rendimiento consta de cuatro núcleos Cortex-A53 con frecuencia de 2,3 GHz, mientras que el clúster de bajo consumo también consta de cuatro núcleos Cortex-A53 con frecuencia de 1,8 GHz.
El Mediatek MT6765 Helio P35 SoC también viene con una GPU IMG PowerVR GE8320 integrada que funciona a 680 MHz. Esta GPU proporciona un rendimiento de gráficos fluido y receptivo, lo que la hace adecuada para juegos y actividades multimedia.

#### Batería y otros
El teléfono tiene una batería no extraíble Li-Po de 5000 mAh que se puede cargar rápidamente (15 W) a través del puerto USB-C situado entre el conector de auriculares de 3,5 mm y el altavoz único. El sensor de huellas dactilares está integrado en el botón de encendido.

#### Cámaras
El Samsung Galaxy A12 tiene 4 cámaras traseras con forma de cuadrado redondo negro. La cámara principal es un sensor de 48 MP con apertura f/2.0, distancia focal de 26 mm y enfoque automático. La cámara ultraancha es una unidad de 8 MP con apertura f/2.2 y campo de visión (FoV) de 123°. La cámara principal es capaz de grabar video hasta 1080p a 30 fps. Tanto la cámara macro (para primeros planos) como el sensor de profundidad (para desenfoque de fondo) son sensores de 2 MP con apertura f/2.4. También hay un flash LED para iluminar tomas con poca luz. La cámara frontal tiene una resolución de 8 MP y graba video hasta 1080p a 30 fps.

### Software
El teléfono inteligente viene con One UI Core 2.5 sobre Android 10, precargado con muchas aplicaciones estándar de Google. También viene con Samsung Knox para mayor seguridad.